# راندال جاي كيرك
راندال جاي كيرك (بالإنجليزية: Randal J. Kirk) هو محامي أمريكي، ولد في 1 مارس 1954 في بليسانتون في الولايات المتحدة.